# أليسون ميرسير
أليسون ميرسير (بالإنجليزية: Alison R. Mercer) هي عالم حيوانات نيوزيلندية، ولدت في 1954.